# Lepidopus dubius
Lepidopus dubius és una espècie de peix marí pertanyent a la família dels triquiúrids.

## Descripció
- Pot arribar a fer 43 cm de llargària màxima.
- És de color platejat amb les vores de les mandíbules i l'opercle de color negrós.
- El perfil superior del cap és lleugerament convex i ascendeix suaument des del musell fins al clatell.
- 83-89 radis tous a l'aleta dorsal i 2 espines i 48-53 radis tous a l'anal.
- 91-96 vèrtebres.
- Aletes pèlviques reduïdes a 1-2 radis tous petits.[2][3]

És inofensiu per als humans.

## Hàbitat
És un peix marí, bentopelàgic i de clima tropical (2°N-18°S, 4°E-14°E) que viu entre 20 i 500 m de fondària. Es troba a l'Atlàntic oriental: des de la línia equatorial fins a la latitud 14° 30′ S.